# أياب

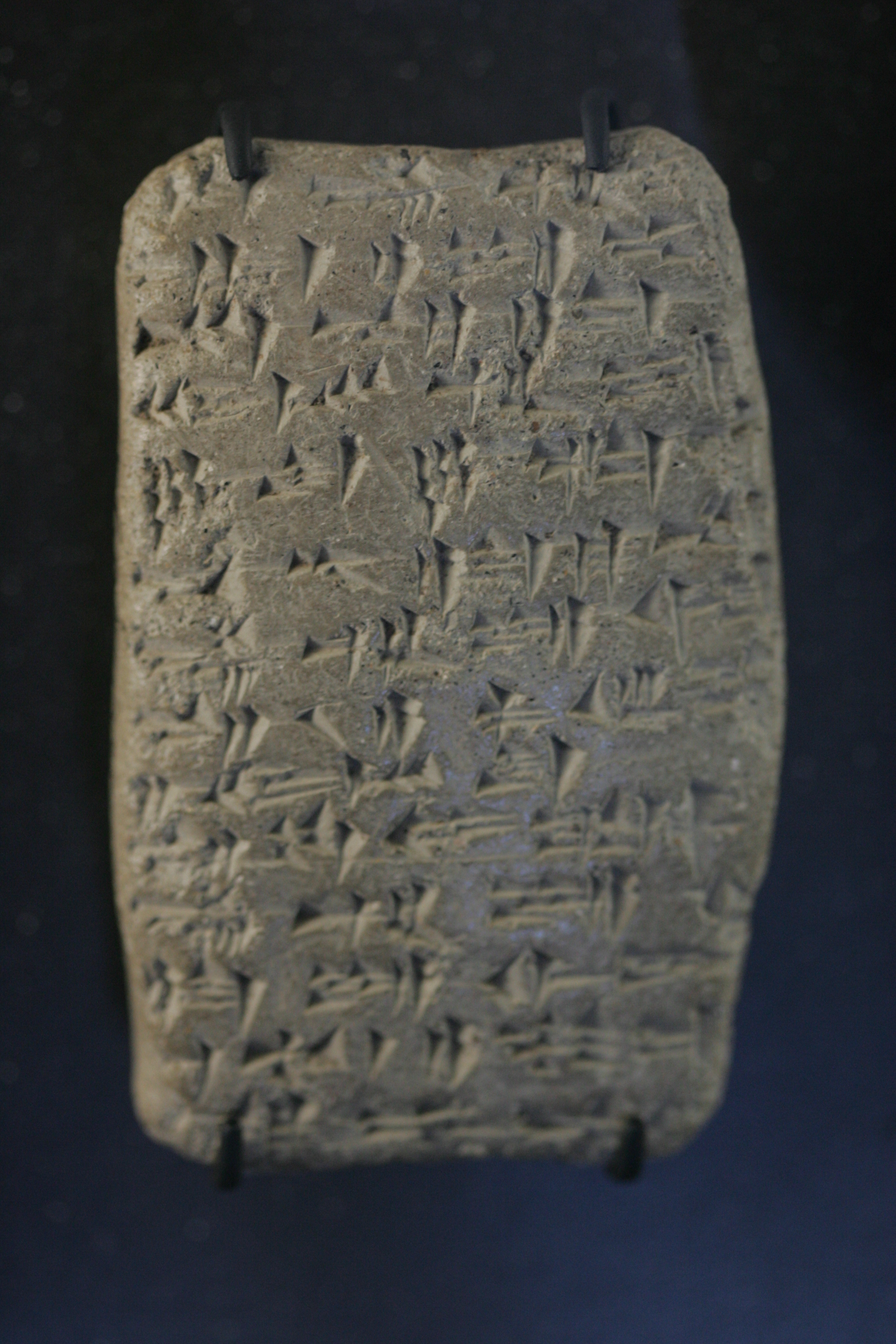
رسالة أياب إلى فرعون، رسالة تل العمارنة EA 364، العنوان: حرب مبررة. اسمه مذكور في السطر الثاني 2 والتهجئة: 𒀀- 𒅀-𒀊.

أيّاب كان حاكم تل عشترة (أو أشتاروث) جنوب دمشق.
بحسب رسائل تل العمارنة، المدن أو دول المدن وملوكها في المنطقة - تمامًا مثل الدول الواقعة في الشمال، مثل مدينة حاتوشا الحيثية، وقعت فريسة لموجة من الهجمات التي شنها غزاة عبيرو. تغطي مجموعة مراسلات العمارنة الفترة من 1350 إلى 1335 قبل الميلاد.
حاكم آخر لتل عشترة ورد ذكره في رسائل تل العمارنة هو بيريداشوا. لا تشير الرسائل بوضوح إلى ألقابهم، مما دفع بعض العلماء إلى وصفهم بملوك دمشق، بينما يعتقد البعض الآخر أنهم مسؤولون مصريون كبار، وربما رؤساء بلديات.